# Умаров, Хамза
Хамза Умаров (17 декабря 1925 — 27 ноября 1987) — советский узбекский актёр театра и кино, мастер дубляжа. Народный артист Узбекской ССР (1967). 
Лауреат Государственной премии Узбекской ССР (1970) — «за создание образа Хамида в фильме „Минувшие дни“».

## Биография
Родился 17 декабря 1925 года в городе Коканд Узбекской ССР.
В 1943 году, ещё учась в десятом классе, начал заниматься в киноактерской школе при Ташкентской киностудии.
В 1946-1951 годах учился на актёрском факультете Ташкентского театрально-художественного института им. А. Островского.
С 1950 года — актёр, а в дальнейшем режиссёр Узбекского театра музыкальной драмы и комедии им. Мукими. Стоял у истоков этого театра.
Сыграл в театре около ста ролей и поставил восемь спектаклей. Автор нескольких пьес.
С 1956 года снимался в кино, дебютировав в фильме «Священная кровь». Сыграл в кино около 50 ролей.
Мастер дубяжа фильмов на узбекский язык — озвучил более тысячи ролей.
Скончался 27 ноября 1987 года. Похоронен на Мемориальном кладбище «Чигатай».

## Фильмография
- 1956 — Священная кровь — Салим
- 1957 — Случай в пустыне — лейтенант Али
- 1959 — Когда цветут розы — Исмаил
- 1960 — Об этом говорит вся махалля — Умар
- 1965 — Звезда Улугбека
- 1968 — Красные пески — Махмудов
- 1969 — Всадники революции — Кариев
- 1969 — Возвращайся с солнцем — Шер-ака
- 1969 — Влюблённые — Ардашер
- 1969 — Её имя — Весна — майор Джабаров
- 1969 — Минувшие дни — Хамид
- 1970 — Гибель Чёрного консула — Махмуд Буди, агент эмира
- 1970 — Чрезвычайный комиссар — Муамед Мухманбеков
- 1971 — Без страха — Нормат
- 1972 — Ждём тебя, парень
- 1972 — Седьмая пуля — Хайрулла, главарь басмачей
- 1973 — Встречи и расставания — Хафиз
- 1976 — Огненный берег
- 1977 — Озорник — Султан-карманник, главарь воровской шайки
- 1977 — Это было в Коканде — Джаббар Махмуд
- 1978 — Любовь и ярость
- 1978 — Чужое счастье
- 1978 — Ясные ключи
- 1979 — Дуэль под чинарой
- 1979 — Приключения Али-бабы и сорока разбойников — Ахмед Сорвиголова
- 1980 — Девушка из легенды — Абдукарим
- 1981 — Контакт — Сангов
- 1981 — Ленинградцы, дети мои… — начальник станции
- 1982 — Юность гения
- 1982 — Вот вернулся этот парень...
- 1982 — Весенний дождь
- 1982 — Преступник и адвокаты — прокурор
- 1983 — Непобедимый — Фаттахбек
- 1983 — Пароль — «Отель Регина» — Юлдаш Урунбаев (прототип Дуст Устабаев)
- 1984 — Друзей не предают
- 1984 — Наедине
- 1984 — Клятва Джантая
- 1987 — Клиника
- 1988 — Все мы немножко лошади...
- 1988 — Золотая голова мстителя
- 1988 — С любовью и болью
- 1989 — Шок

## Награды и признание
- Заслуженный артист Узбекской ССР (13.11.1964)[2]
- Народный артист Узбекской ССР (10.11.1967)[3]
- Государственная премия Узбекской ССР имени Хамзы (1970)[4]
- Орден Отечественной войны I степени (11.03.1985)[5]
- Медаль «За трудовое отличие» (18.03.1959)[6].
- медали.

Улица в городе Ташкенте носила имя Хамзы Умарова. В 2013 году переименована в «Улица Тошбулок» в целях «восстановления прежнего названия улицы».

## Интересные факты
Именно Хамза Умаров, увидев на любительской сцене в роли старика Шмаги в спектакле «Без вины виноватые» выпускника ташкентского медицинского техникума Шухрата Аббасова, буквально за руку притащил его к ректору Ташкентского театрального института, а когда Шухрат Аббасов окончил режиссёрский факультет, Хамза Умаров снялся в его первом фильме «Об этом говорит вся махалля», ставшим культовым и считающимся одним из лучших узбекских фильмов.
По поводу фильма «Чужое счастье» 1978 года, где Хамза Умаров играл главную роль, в научном журнале Союза кинематографистов СССР «Искусство кино» отмечалось:

Роль председателя исполняет Хамза Умаров — актер огромного отрицательного обаяния, один из крупнейших мастеров узбекского кино. Успех фильма — в большой мере его заслуга. Он играет поистине проникновенно. Зритель раздираем противоречивыми чувствами - он и сопереживает по-человечески герою, и критикует его, принимает и - отбрасывает.— Журнал «Искусство кино» выпуски 6-8 за 1979 год - стр. 72
Играя в театре, подговариваемый мастером импровизации Саибом Ходжаевым, часто подыгрывал ему во внезапных изменениях текста, так однажды,  во время спектакля по пьесе Камиля Яшена «Равшан и Зулхумор» добавленные ими в текст реплики так понравилась присутствовавшему на спектакле автору, что он попросил разрешения добавить фразу в текст пьесы.
Сын - Шухрат Умаров (род. 1958), выпускник актерского факультетп ВГИКа (1983), актер киностудии «Узбекфильм». Отец и сын вместе играли в фильмах «Пароль — «Отель Регина»» (1983), «Клиника» (1987), «Все мы немножко лошади...» (1988).